# Тошкем
Тошке́м (рос. Тошкем, марій. Тошкем) — присілок у складі Марі-Турецького району Марій Ел, Росія. Входить до складу Хлібниковського сільського поселення.

## Населення
Населення — 126 осіб (2010; 148 у 2002).
Національний склад (станом на 2002 рік):
- марійці — 94 %